# Дилма Русев
Дилма Вана Русеф (на португалски: Dilma Vana Rousseff, браз. произношение: [ˈdʒiwmɐ χuˈsɛf]) е бразилска икономистка, политик, 36-ият поред президент и първата жена-президент на Бразилия.
През декември 2015 г. федералния сенат на Бразилия започва гласуване за нейния импийчмънт по обвинения за нарушаване на бюджетните закони. В началото на август 2016 г. е обявена за виновна след гласуването, завършило с 61 на 20 гласа за свалянето ѝ от власт. Вицепрезидентът ѝ, Мишел Темер, встъпва във власт като президент на 31 август 2016 г.
През 2022 г. съдебното разследване по обвиненията е прекратено, тъй като не е открито нито едно нарушение или престъпление.

## Произход
Нейният баща Петър Русев е роден в Габрово през 1900 г. Като активен член на БКП е принуден да емигрира през 1929 г. във Виена, а оттам се установява във Франция, където започва да изписва фамилията си с Rousseff. Съпругата му остава в България, на 3 април 1930 г. се ражда синът им Любен-Камен. В Париж Петър се сприятелява с Елисавета Багряна. Вече овдовял, пристига в Бразилия, премества се в Буенос Айрес, Аржентина, а няколко години по-късно се установява в Сао Пауло, Бразилия. Там постига успехи като юрист и строителен предприемач.
В Бразилия се жени за Дилма Жане Силва, от която има 3 деца: Дилма Русеф, Игор (юрист) и Жана (1951 – 1977).
Дилма Русеф никога не се е срещала със заварения си брат – инженер Любен Русев, който почива в София през 2007 г., но посещава гроба му при гостуването си в България през 2011 г.

## Политически път
Присъединява се към младежката организация на Социалистическата партия през 1967 г. Участва в нелегалната съпротива срещу военната диктатура. Заедно с втория си съпруг Карлуш Араужо основава групата „Палмарес“ и се научава да борави с оръжие и експлозиви. Макар и да не участва във военни операции, през 1969 г. ръководи обир на бижута за 2,5 млн. долара от дома на бивш губернатор. Арестувана е през 1970 г., измъчвана е 22 дни и е осъдена от военен съд. Освободена е от затвора в края на 1972 г.
По-късно се отказва от радикалните методи на политическа борба. Записва (1973) и завършва (1977) „Икономика“ във Федералния университет на Рио Гранде до Сул.
В края на 1980-те работи в кметството на гр. Порту Алегри, а през 1990-те оглавява недържавния Фонд по икономика и статистика и работи в Министерството на енергетиката на щата Рио Гранде до Сул. Занимава се с легална политическа дейност. Дълго време е член на Демократическата работническа партия, а в края на 1990-те год. преминава в Партията на работниците.
В периода 2003 – 2005 г. Дилма Русеф е министър на мините и енергетиката на Бразилия. От 21 юни 2005 г. е началник на канцеларията на бразилския президент Луис Инасиу Лула да Силва;
През октомври 2010 г. се кандидатира за президент на Бразилия от управляващата Партия на работниците. В своята предизборна кампания се обявява за аграрна и политическа реформа, расови квоти, свобода на вероизповеданията и хомосексуални граждански съюзи, против смъртното наказание и узаконяването на леките наркотични вещества. На първия тур на 3 октомври събира 46,9% от гласовете срещу основния си опонент, социалдемократа Жузе Сера (32,6%). Вторият тур на изборите е проведен на 31 октомври 2010 г. и е спечелен от Дилма с 56,05% от гласовете.
В първия тур на следващите президентски избори на 5 октомври 2014 г. Дилма събира 41,6% от гласовете. Във втория тур на 26 октомври, в който неин съперник е кандидатът на социалдемократическата партия Аесио Невес, тя побеждава с резултат 51,6% от гласовете и остава президент за втори срок.
През 2015 г. в Бразилия започват протести против правителството на Дилма Русеф и срещу корупцията. Акцията събира милиони хора на 15 март, 12 април, 16 август и 13 декември 2015 г. Протестите са срещу предполагаемото участие на Русеф в скандала с Petrobras, включващ подкупи и корупция. Когато между 2003 и 2010 г. се появяват обвинения, че е имало подкупи в периода, когато президентката Русеф е била член на борда на директорите на Petrobras, бразилците се обявяват против правителството и призовават за импийчмънт на Русеф. Никакви преки доказателства за участието на Русеф в схемата не са публикувани и тя отрича да е знаела преди за това.
През септември 2015 г. опозицията обвинява Русеф в нарушение на данъчното законодателство и финансови измами с публични средства по време на предизборната ѝ кампания през 2014 г. През декември 2015 г., по искане на опозиционни партии, парламентът започва процедура по импийчмънт срещу Русеф.
На 31 август 2016 г. Сенатът, заседаващ като съдебен орган, гласува с 61 срещу 20 гласа за обвинителна присъда, признавайки Русеф за виновна в нарушаване на бюджетните закони и я отстранява от длъжност. Впоследствие Мишел Темер встъпва в длъжност и полага клетва като президент на Бразилия.
През 2022 г. съдебното разследване по обвиненията в счетоводни манипулации, довели до нейния импийчмънт, е официално закрито, тъй като Бразилското федерално публично министерство (MPF) не открива нито едно престъпление или акт на административно нарушение.
На 24 март 2023 г. Русеф е избрана за ръководител на банката на страните от БРИКС – Нова банка за развитие.

## Основни политически възгледи
| Еднополов съюз | [ 13 ] | Приватизация | [ 14 ] | Свободна преса                     | [ 15 ] | Религиозна свобода | [ 16 ] | Смъртно наказание   | [ 17 ] | Данъчна реформа              | [ 18 ] |
| Демокрация     | [ 19 ] | Расова квота | [ 20 ] | Узаконяване на наркотични вещества | [ 21 ] | Аграрна реформа    | [ 22 ] | Политическа реформа | [ 23 ] | Подкрепа за свободен софтуер | [ 24 ] |

## Личен живот
През 2009 . Дилма успешно се лекува от рак на лимфните възли в ранен стадий; заради последствията от проведената химиотерапия тя няколко месеца носи перука.
Дилма два пъти се омъжва, и двата пъти се развежда. От втория си брак има дъщеря, Паула Русеф, която през 2010 г. ѝ ражда внук.
Владее, наред с родния си португалски, още английски, френски и испански език.